# Риман, Хуго
Хуго Ри́ман, также Гуго Риман (полное имя — Карл Вильгельм Юлиус Хуго Риман, нем. Karl Wilhelm Julius Hugo Riemann; 18 июля 1849, Гроссмельра близ Зондерсхаузена — 10 июля 1919, Лейпциг) — немецкий музыковед и лексикограф, педагог, создатель функциональной теории лада. Риман оказал огромное влияние на западную теорию музыки, особенно в конце XIX и первой половине XX веков.

## Биография
Начинал учиться музыке у своего отца Роберта Римана (1824—1896), помещика и окружного головы, композитора-любителя, автора оперы «Бьянка Сиффреди» (1881), у зондерсхаузенского музыканта Генриха Франкенбергера и у Теодора Ратценбергера. Изучал историю литературы в Берлине, затем продолжил обучение Тюбингене, где изучал философию у Христофа фон Зигварта, историю у Юлия Вайцзеккера, историю искусств у Б. Куглера и эстетику у Карла Кёстлина. В 1871 году поступил в Лейпцигскую консерваторию, где его учителями были Карл Райнеке, Эрнст Фридрих Рихтер и Саломон Ядассон. В 1873 году Риман предложил к защите в Лейпцигском университете диссертацию «О музыкальном слухе» (нем. Über das musikalische Hören), посвящённую физиологическим и психологическим основам музыки, но гегельянец Оскар Пауль отклонил её. Тогда Риман предложил ту же диссертацию в Гёттингенский университет известному философу Р.Г. Лотце. Лотце одобрил работу, и Риман успешно защитил её в 1873 в Гёттингене.
С 1874 года Риман преподавал в Билефельде, дирижировал местным оркестром; в 1878 году защитил вторую диссертацию в Лейпциге, посвящённую истории музыкальной нотации, и до 1880 года преподавал здесь, затем в течение года преподавал и руководил хором в Бромберге, а в 1881—1890 годах был профессором фортепиано и теории музыки в Гамбургской консерватории. В 1890 году краткое время преподавал в родном Зондерсхаузене, где его учеником был Макс Регер, затем до 1895 г. работал в Висбадене, где у него недолго занимался Ханс Пфицнер, и наконец с 1895 года окончательно обосновался в Лейпциге, став в 1901 году экстраординарным, в 1905 году — ординарным профессором университета. В 1908 г. Риман возглавил Collegium musicum, в 1914 г. преобразованный в Саксонский государственный научно-исследовательский институт музыковедения (нем. Staatlich sächsisches Forschungsinstitut für Musikwissenschaft).

## Творчество
Риману принадлежит большое количество сочинений научного, научно-популярного и дидактического характера — в частности, серия изданий с общим словом «катехизис» в названии, впервые опубликованная в 1888—1891 гг. («Катехизис истории музыки», «Катехизис музыкальных инструментов», «Катехизис фортепианной игры» и т. п.). В 1898 году Риман опубликовал «Историю музыкальной теории» — первое систематическое изложение музыкально-теоретических учений в диапазоне от IX до XIX веков. Отдельные работы Риман посвятил струнным квартетам и фортепианным сонатам Бетховена и теоретическим воззрениям Брамса. Он также перевёл на немецкий «Теорию современного оркестра» Шарля Мари Видора (1904). Историческую значимость имеют работы Римана по музыкальной акустике, в которых для «природного» обоснования минора отстаивал теорию унтертонов (ныне большинством учёных отвергнутую). Занимался также музыкальной эстетикой (книга «Элементы музыкальной эстетики», 1900), историей византийской нотации (книга «Византийское нотное письмо 10-15 веков», 1909), изучал гармонию в народной музыке (книга «Folkloristische Tonalitätsstudien», 1916), составил хрестоматию «История музыки в примерах» (1912) и мн. др.
Риман наиболее известен как автор-составитель «Музыкального словаря» (нем. Musik-Lexikon) — одного из самых распространённых поныне музыкальных словарей (особенно ценна предметная часть — Sachteil). Словарь Римана впервые был издан в 1882 г. в Лейпциге, неоднократно переиздавался (в том числе, по-русски) при жизни Римана и перерабатывался после его смерти.

## Труды
- Musikalische Logik // Neue Zeitschrift für Musik 68 (1872), под псевдонимом Hugibert Ries; позже книга перепечатывалась в сб. Präludien und Studien III. Leipzig, 1901; то же под названием: Über das musikalische Hören. Diss. Göttingen, 1873; опубл. Leipzig, 1873.
- Musikalische Syntaxis: Grundriß einer harmonischen Satzbildungslehre. Leipzig: Breitkopf und Härtel, 1877.
- Skizze einer neuen Methode der Harmonielehre. Leipzig, 1880; со 2-го изд. под назв. «Handbuch der Harmonielehre»[13]; 2te vermehrte Auflage der «Skizze einer neuen Methode der Harmonielehre». Leipzig: Breitkopf & Härtel, 1887; gänzlich umgearb. 3te Aufl. Leipzig: Breitkopf & Härtel, 1898. XII, 234 SS.; репринты: 4te Aufl. ib., 1906; 5te Aufl. ib., 1906; 6te Aufl. ib., 1918 (последнее авторизованное Риманом издание); 7te Aufl. ib., 1920; 8te u. 9te Aufl. ib., 1921; 10te Aufl. ib., 1929 и т. д.
- Zarlino als harmonischer Dualist // Monatshefte für Musikgeschichte XII (1880), SS.155-7, S.174.
- Riemann Musiklexikon. Leipzig, 1882; 9te Aufl. Berlin, 1919; 11te Aufl. 2 Bde., hrsg. v. A.Einstein. Berlin, 1929; 12te Aufl. 5 Bde., hrsg. v. H.H.Eggebrecht. Mainz, 1959—1975; рус. перевод с дополнениями Ю. Д. Энгеля с 5-го нем. издания под назв. «Музыкальный словарь». М., 1901.
- Praktische Anleitung zum Phrasieren. Leipzig, 1886 (в соавторстве с Карлом Фуксом).
- Systematische Modulationslehre als Grundlage der musikalischen Formenlehre. Hamburg, 1887; рус. перевод (с комментариями и толковым словариком) Ю. Д. Энгеля под назв. «Систематическое учение о модуляции как основа учения о музыкальных формах». М.-Лейпциг, 1898; репринт М., 1929.
- Katechismus des Klavierspiels. Leipzig, 1888; начиная с 5-го издания (1916) под назв. «Handbuch des Klavierspiels»; рус. перевод (А. Н. Буховцева) под назв. «Катехизис фортепианной игры». М., 1892.
- Katechismus der Musikgeschichte, 2 Teile. Leipzig 1888, 1889; начиная с 5-го издания (1914) под назв. «Abriß der Musikgeschichte»; рус. перевод (Н. Д. Кашкина) под назв. «Катехизис истории музыки», в двух частях (М., 1896—1897).
- Katechismus der Harmonielehre (theoretisch und praktisch). Leipzig, 1890; со 2-го изд. (1900) под назв. «Katechismus der Harmonie- und Modulationslehre»; с 5-го изд. (1913) под назв. «Handbuch der Harmonie- und Modulationslehre».
- Katechismus der Akustik (Musikwissenschaft). Leipzig, 1891; начиная со 2-го издания (1914) под назв. «Handbuch der Akustik»; рус. перевод Н. Д. Кашкина под назв. «Акустика с точки зрения музыкальной науки» (М., 1898).
- Vereinfachte Harmonielehre oder die Lehre von den tonalen Functionen der Harmonie. London: Augener, 1893; 2te Aufl. Leipzig, 1903; рус. перевод (Ю. Д. Энгеля, с первого издания) под назв. «Упрощенная гармония, или учение о тональных функциях» (М.-Лейпциг, 1896; 2-е изд., 1901).
- Geschichte der Musiktheorie im IX.-XIX. Jahrhundert. Berlin, 1898; 2te vermehrte Aufl. Berlin, 1921.
- Die Elemente der musikalischen Ästhetik. Berlin, 1900.
- Große Kompositionslehre, 3 Bände. Bd. 1: Der homophone Satz (Berlin/Stuttgart, 1902); Bd. 2: Der polyphone Satz (Berlin/Stuttgart, 1903); Bd. 3: Der Orchestersatz und der dramatische Gesangstil (Stuttgart, 1913).
- Das Problem des harmonischen Dualismus; ein Beitrag zur Ästhetik der Musik // Neue Zeitschrift für Musik, 72 (Leipzig, 1905), SS. 3-5, 23-6, 43-6, 67-70.
- System der musikalischen Rhythmik und Metrik. Leipzig, 1903. 316 S.; R 1981, 1985, 1993
- Die Byzantinische Notenschrift im 10. bis 15. Jahrhundert: paläographische Studie mit Übertragung von 70 Gesängen. Leipzig, 1909.
- Musikgeschichte in Beispielen. Leipzig, 1912.
- Ideen zu einer Lehre der Tonvorstellungen // Jahrbuch der Musikbibliothek Peters (1914-15), S. 1-26.
- Folkloristische Tonalitätsstudien. Leipzig, 1916.

Переводы на русский язык
- Музыкальный словарь / Перевод с 5-го нем. изд. Б. Юргенсона, дополненный русским отделом. — Москва-Лейпциг: П. Юргенсон, 1901—1904. — 1531 с.

## Рецепция
Музыкальная теория Римана оказала громадное влияние на различные области музыкознания в XX—XXI веках, вначале на родине учёного и в Европе (в том числе, в России), а с конца XX века и в США. Англоязычные последователи Римана называют себя «новоримановцами» и заявляют о своём научном методе как о «ведущем теоретическом методе наших дней» («leading theoretical approach of our time»).